# Augochloropsis cirrhopus
Augochloropsis cirrhopus là một loài Hymenoptera trong họ Halictidae. Loài này được Vachal mô tả khoa học năm 1903.